# Вікторія 1889
«Вікто́рія» (нім. «BFC Viktoria 1889») — колишній німецький футбольний клуб з Берліна. Заснований 6 червня 1899 року. Розформований у 2013 році.

## Історія
Команда виграла 5 чемпіонатів міста поспіль з 1893 по 1897 роки і чемпіонат Німеччини в 1894 році. Це послужило початком її переможної серії. Тричі, з 1907 по 1909 роки, «Вікторія» виграла берлінський кубок, а в 1908 і 1911 роках завоювала національну першість. Перемоги тривали до кінця Першої світової війни. У повоєнні роки успіх був мінливим. До середини 1920-х років «Вікторія» грала невпевнено, поки не зупинилася у Оберлізі Берлін-Бранденбург.
З приходом до влади нацистського режиму «Вікторія» починає грати у реорганізованому турнірі — «Гаулізі» (Берлін, Бранденбург). Через проблеми у кінці військового періоду команда змушена була грати у комбінованому складі із ще одним клубом, у зв'язку з чим її назву було змінено на «KSG Lufthansa/Viktoria 89 Berlin». Як і більшість спортивних організацій, «Вікторія» була розпущена окупаційною владою союзників після війни.
У 1947 році клуб був відновлений під тією ж назвою і виступав в Оберлізі Берліна. Кілька разів «Вікторія» намагалася пройти кваліфікаційний відбір до національного турніру, але через слабкість Берлінської ліги так і не вийшла на високий рівень. Одного разу «Вікторія» була близька до виходу в новоявлену Бундеслігу. У 1963 році уряд, враховуючи боротьбу у Холодній війні,  важливою участь в чемпіонаті команди зі столиці. Незважаючи на однаковий рівень столичних клубів, вибір припав на берлінську «Герту».
У клубу в 2013 році почалися фінансові труднощі. Для того, щоб зберегти команду і тренерський склад, було прийняте рішення об'єднатися з «Ліхтерфельдером». Внаслідок об'єднання було утворено новий клуб під назвою «Вікторія 1889 Берлін».

## Досягнення
- Чемпіон Німеччини (3): 1894, 1908, 1911
- Чемпіон Берліна-Бранденбурга (17) : 1893, 1894, 1895, 1896, 1897, 1902, 1907, 1908, 1909, 1911, 1913, 1916, 1919, 1934, 1955, 1956, 2011
- Володар кубка Берліна (6): 1907, 1908, 1909, 1926, 1927, 1953